# Lankesterella alainii
Lankesterella alainii är en orkidéart som beskrevs av Mark Anthony Nir. Lankesterella alainii ingår i släktet Lankesterella och familjen orkidéer. Inga underarter finns listade i Catalogue of Life.